# Sergiusz II (patriarcha Jerozolimy)
Sergiusz II – dwudziesty ósmy chalcedoński patriarcha Jerozolimy; sprawował urząd w latach 908–911.